# Halichoeres melanotis
Halichoeres melanotis (Gilbert, 1890) è un pesce di acqua salata appartenente alla famiglia Labridae.

## Distribuzione e habitat
Proviene dalle barriere coralline dell'oceano Pacifico, in particolare dall'Isola del Cocco e dal tratto di costa dalla Costa Rica al Messico. Nuota sia nelle zone con fondali rocciosi che sui fondali sabbiosi fino a 40 m di profondità.

## Descrizione
Presenta un corpo molto allungato, più di altre specie del suo genere, con la testa dal profilo leggermente appuntito, a volte quasi arrotondato. La lunghezza massima registrata è di 13 cm.
La colorazione dei giovani è prevalentemente giallastra a strisce nere, mentre nei maschi adulti il dorso è tendenzialmente marrone, e sulla testa possono essere presenti sfumature violacee. Le pinne sono basse, trasparenti nei giovani, e la pinna caudale ha il margine arrotondato.

Gli adulti possono essere confusi con Halichoeres salmofasciatus.

## Biologia

### Alimentazione
La sua dieta, carnivora, è composta da invertebrati acquatici di piccole dimensioni, soprattutto quelli mobili e quindi raramente molluschi bivalvi.

### Riproduzione
È oviparo e la fecondazione è esterna; non ci sono cure nei confronti delle uova.

## Conservazione
Questa specie viene classificata come "a rischio minimo" (LC) dalla lista rossa IUCN perché non sembra essere minacciata da particolari pericoli ed è diffusa in alcune aree marine protette.